# Lịch sử phiên bản Windows 11
Lưu ý: Định dạng ngày (Date format) sẽ là DD/MM/YYYY.
Windows 11 là một hệ điều hành của Microsoft. Microsoft đã phát hành bản xem trước của Windows 11 trên chương trình Windows Insider vào ngày 28 tháng 6 năm 2021.

## Các cấp độ
Các bản dựng xem trước của Windows 11 Insider được cung cấp cho các người dùng Windows Insider theo ba cấp độ khác nhau. Người dùng Dev Channel tham gia thử nghiệm đều nhận được các bản cập nhật trước những bản cập nhật trong kênh Beta Channel, nhưng có thể gặp nhiều lỗi hơn và các sự cố khác. Những người dùng trong kênh Release Preview Channel không nhận được bản cập nhật cho đến khi phiên bản thử nghiệm gần như sẵn sàng để sử dụng rộng rãi và tương đối ổn định hơn.
| Phiên bản | Tên mã        | Tên tiếp thị | Bản dựng | Ngày phát hành            | Thời hạn hỗ trợ (theo màu)                             | Thời hạn hỗ trợ (theo màu) | Thời hạn hỗ trợ (theo màu) |
| Phiên bản | Tên mã        | Tên tiếp thị | Bản dựng | Ngày phát hành            | - Home, - Pro, - Pro Education, - Pro for Workstations | - Enterprise, - Education  |                            |
| --- | ------------- | ------------ | -------- | ------------------------- | ------------------------------------------------------ | -------------------------- | -------------------------- |
| 21H2 | Sun Valley    | —            | 22000    | Ngày 4 tháng 10, 2021     | Ngày 10 tháng 10 năm 2023                              | Ngày 8 tháng 10 năm 2024   |                            |
| 22H2 | Sun Valley 2  | 2022 Update  | 22621    | Ngày 20 tháng 9 năm 2022  | Ngày 8 tháng 10 năm 2024                               | Ngày 14 tháng 10 năm 2025  |                            |
| 23H2 | Sun Valley 3  | 2023 Update  | 22631    | Ngày 31 tháng 10 năm 2023 | Ngày 11 tháng 11 năm 2025                              | Ngày 10 tháng 11 năm 2026  |                            |
| 24H2 | Hudson Valley | 2024 Update  | 26100    | Ngày 01 tháng 10 năm 2024 | Ngày 13 tháng 10 năm 2026                              | Ngày 12 tháng 10 năm 2027  |                            |
| 25H2 | TBA           | 2025 Update  | TBA      | Quý 4 năm 2025            | Quý 4 năm 2027                                         | Quý 4 năm 2028             |                            |
| Chú giải: Phiên bản cũ, đã ngừng hỗ trợ Phiên bản cũ, vẫn được hỗ trợ Phiên bản mới nhất Bản xem trước mới nhất |               |              |          |                           |                                                        |                            |                            |
| Notes: 1. 2. 3. 4. 5.                                                                                           |               |              |          |                           |                                                        |                            |                            |

## Lịch sử phiên bản
Như với Windows 10 (kể từ phiên bản 20H2), các bản dựng chính của Windows 11 được gắn nhãn "YYHX", với YY đại diện cho năm có hai chữ số và X đại diện cho nửa năm phát hành theo kế hoạch (ví dụ: phiên bản 21H2 đề cập đến các bản dựng ban đầu phát hành vào nửa cuối năm 2021).
| Ghi chú: | Bản xem trước đã hết hạn | Phiên bản xem trước cũ, vẫn được duy trì | Phiên bản ổn định hiện tại | Bản xem trước mới nhất |

### Phiên bản 21H2 (phát hành ban đầu)
Phiên bản gốc của Windows 11 (còn được gọi là phiên bản 21H2 và có tên mã là "Sun Valley") được phát hành vào tháng 10 năm 2021. Nó mang số bản dựng 10.0.22000. Bản dựng xem trước công khai đầu tiên được cung cấp cho Người dùng nội bộ Windows (Windows Insider) đã chọn tham gia Kênh Nhà phát triển (Dev Channel) vào ngày 28 tháng 6 năm 2021.
| Các bản xem trước của Windows 11 phiên bản 21H2 | Các bản xem trước của Windows 11 phiên bản 21H2                    | Các bản xem trước của Windows 11 phiên bản 21H2 | Các bản xem trước của Windows 11 phiên bản 21H2 |
| Phiên bản                                       | Ngày                                                               | Thông tin |                                                 |
| ----------------------------------------------- | ------------------------------------------------------------------ | --- | ----------------------------------------------- |
| 10.0.22000.51                                   | Dev Channel: 28 tháng 6 năm 2021                                   | Bản xem trước ban đầu Xem Các tính năng mới trên Windows 11 |                                                 |
| 10.0.22000.65                                   | Dev Channel: 8 tháng 7 năm 2021                                    | - Bổ sung hộp tìm kiếm trên Start menu - Cập nhật trải nghiệm đăng nhập - Danh sách phát và thông báo toàn màn hình được cập nhật để phù hợp với giao diện người dùng |                                                 |
| 10.0.22000.71                                   | Dev Channel: 15 tháng 7 năm 2021                                   | - Tiện ích giải trí mới - Các menu ngữ cảnh được thiết kế lại với chất liệu Acrylic - Bản xem trước thanh tác vụ được thiết kế lại - Kiểm soát SplitButton mới để tạo các thư mục và tệp trên thanh lệnh File Explorer |                                                 |
| 10.0.22000.100                                  | Dev Channel: 22 tháng 7 năm 2021 Beta Channel: 29 tháng 7 năm 2021 | - Tích hợp Chat từ Microsoft Teams - Các cải tiến đối với flyout biểu tượng ẩn, biểu tượng bàn phím cảm ứng và flyout lịch trên thanh tác vụ - Thêm quyền truy cập nhanh vào cài đặt hỗ trợ Focus trong Notification Center - Thông báo được thiết kế lại về hoạt động nền của ứng dụng trên thanh tác vụ - Hoạt ảnh mới trên Microsoft Store                                                                    |                                                 |
| 10.0.22000.120                                  | Dev Channel và Beta Channel: 5 tháng 8 năm 2021                    | - Tiện ích gia đình mới trong bảng Tiện ích - Các cập nhật và cải tiến nhỏ - Một nút thả xuống mới để tạo các thư mục và tệp mới trong thanh lệnh của File Explorer - Menu ngữ cảnh nhỏ gọn trên File Explorer - Cập nhật nút đóng trong bản xem trước trên thanh tác vụ - Khoảng cách được điều chỉnh trong Alt+Tab ↹, Task View và giao diện hỗ trợ snap - Bổ sung biểu tượng thông báo Chat trên thanh tác vụ |                                                 |
| 10.0.22000.132                                  | Dev Channel và Beta Channel: 12 tháng 8 năm 2021                   | - Cập nhật cho các ứng dụng mặc định - Snipping Tool mới - Thiết kế mới của các ứng dụng Máy tính, Thư và Lịch. |                                                 |
| 10.0.22000.160                                  | Dev Channel và Beta Channel: 19 tháng 8, 2021                      | - Ứng dụng đồng hồ mới |                                                 |
| 10.0.22000.168                                  | Dev Channel and Beta Channel: 27 tháng 8, 2021                     | - Hỗ trợ đa ngôn ngữ cho Trò chuyện từ Microsoft Teams - Tiện ích con Microsoft 365 mới trong bảng Tiện ích |                                                 |
| 10.0.22000.176                                  | Beta Channel và Release Preview Channel: 2 tháng 9, 2021           | |                                                 |
| 10.0.22000.184                                  | Beta Channel và Release Preview Channel: 9 tháng 9, 2021           | |                                                 |
| Ghi chú: 1.                                     |                                                                    | |                                                 |

| Các bản vá công khai của Windows 11 phiên bản 21H2 | Các bản vá công khai của Windows 11 phiên bản 21H2 | Các bản vá công khai của Windows 11 phiên bản 21H2                                                      | Các bản vá công khai của Windows 11 phiên bản 21H2 |
| Phiên bản                                          | Knowledge base                                     | Ngày phát hành                                                                                          | Điểm nổi bật |
| -------------------------------------------------- | -------------------------------------------------- | --- | --- |
| 10.0.22000.194 Phiên bản 21H2                      | KB5005635                                          | Beta Channel và Release Preview Channel: 16 tháng 9 năm 2021 Phát hành công khai: 4 tháng 10 năm 2021   | |
| 10.0.22000.258                                     | KB5006674                                          | Beta Channel, Release Preview Channel và Phát hành công khai: 12 tháng 10 năm 2021                      | |
| 10.0.22000.282                                     | KB5006746                                          | Beta Channel và Release Preview Channel: 15 tháng 10 năm 2021 Phát hành công khai: 21 tháng 10 năm 2021 | - Thiết kế hình ảnh và hoạt ảnh mới của biểu tượng Trò chuyện trên thanh tác vụ - Khắc phục sự cố độ trễ bộ nhớ đệm L3 đối với bộ xử lý AMD Ryzen |
| 10.0.22000.318                                     | KB5007215                                          | Beta Channel, Release Preview Channel và Phát hành công khai: 9 tháng 11 năm 2021                       | |
| 10.0.22000.346                                     | KB5007262                                          | Beta Channel và Release Preview Channel: 12 tháng 11 năm 2021                                           | - Biểu tượng cảm xúc được thiết kế theo ngôn ngữ thiết kế fluent design mới - Thêm Hỗ trợ cho Emoji 13.1 - Đã đổi tên thư mục "Ease of Access" trong menu Start thành "Accessibility" - Cải thiện hiệu suất hoạt ảnh của các biểu tượng trên thanh tác vụ |
| 10.0.22000.348                                     | KB5007262                                          | Beta Channel và Release Preview Channel: 19 tháng 11 năm 2021 Phát hành công khai: 22 tháng 11 năm 2021 | |
| 10.0.22000.376                                     | KB5008215                                          | Beta Channel, Release Preview Channel và Phát hành công khai: 14 tháng 12 năm 2021                      | |
| 10.0.22000.434                                     | KB5009566                                          | Beta Channel, Release Preview Channel và Phát hành công khai: 11 tháng 1 năm 2022                       | |
| 10.0.22000.438                                     | KB5010795                                          | Phát hành công khai: 17 tháng 1 năm 2022                                                                | |
| 10.0.22000.466                                     | KB5008353                                          | Beta Channel và Release Preview Channel: 14 tháng 1 năm 2022                                            | - Mới Trang "Tài khoản Microsoft của bạn (Your Microsoft account)" trong ứng dụng Cài đặt - Mới Tính năng "HelpWith" đề xuất các chủ đề Trợ giúp có liên quan cho từng trang Cài đặt |
| 10.0.22000.469                                     | KB5008353                                          | Beta Channel, Release Preview Channel và Phát hành công khai: 25 tháng 1 năm 2022                       | |
| 10.0.22000.493                                     | KB5010386                                          | Beta Channel, Release Preview Channel và Phát hành công khai: 8 tháng 2 năm 2022                        | |
| 10.0.22000.526                                     | KB5010414                                          | Beta Channel và Release Preview Channel: 10 tháng 2 năm 2022                                            | - Updated entry point for Widgets on the taskbar - Đã thêm biểu tượng micrô mới trên thanh tác vụ khi tham gia cuộc gọi Microsoft Teams - Đã thêm khả năng nhanh chóng chia sẻ cửa sổ ứng dụng đang mở trực tiếp từ thanh tác vụ vào cuộc Microsoft Teams cuộc gọi - Đã thêm hỗ trợ cho Windows Hello cho Doanh nghiệp Cloud Trust - Đã thêm đồng hồ và ngày tháng vào thanh tác vụ trên các màn hình khác được kết nối - Đã thêm hỗ trợ để thêm nóng và loại bỏ không gian tên bộ nhớ không biến đổi (NVMe) |
| 10.0.22000.527                                     | KB5010414                                          | Beta Channel, Release Preview Channel và Phát hành công khai: 15 tháng 2 năm 2022                       | - Tính khả dụng chung của Windows Subsystem for Android (Chỉ có tại Hoa Kỳ) |
| 10.0.22000.556                                     | KB5011493                                          | Beta Channel, Release Preview Channel và Phát hành công khai: 8 tháng 3 năm 2022                        | |
| 10.0.22000.588                                     | KB5011563                                          | Beta Channel và Release Preview Channel: 15 tháng 3 năm 2022                                            | - Đã thêm khả năng hiển thị tối đa ba thông báo ưu tiên cao dưới dạng xếp chồng lên nhau và hiển thị cùng với thông báo ưu tiên thông thường |
| 10.0.22000.593                                     | KB5011563                                          | Release Preview Channel và Phát hành công khai: 28 tháng 3 năm 2022                                     | |
| 10.0.22000.613                                     | KB5012592                                          | Release Preview Channel và Phát hành công khai: 12 tháng 4 năm 2022                                     | |
| 10.0.22000.651                                     | KB5012643                                          | Release Preview Channel: 14 tháng 4 năm 2022                                                            | |
| 10.0.22000.652                                     | KB5012643                                          | Release Preview Channel và Phát hành công khai: 25 tháng 4 năm 2022                                     | |
| 10.0.22000.675                                     | KB5013943                                          | Release Preview Channel và Phát hành công khai: 10 tháng 5 năm 2022                                     | |
| 10.0.22000.706                                     | KB5014019                                          | Release Preview Channel: 19 tháng 5 năm 2022                                                            | - Đã thêm khả năng hiển thị hình nền máy tính trong Windows Spotlight |
| 10.0.22000.708                                     | KB5014019                                          | Release Preview Channel và Phát hành công khai: 24 tháng 5 năm 2022                                     | |
| 10.0.22000.739                                     | KB5014697                                          | Release Preview Channel và Phát hành công khai: 14 tháng 6 năm 2022                                     | |
| 10.0.22000.740                                     | KB5016138                                          | Phát hành công khai: 20 tháng 6 năm 2022                                                                | |
| 10.0.22000.776                                     | KB5014668                                          | Release Preview Channel: 16 tháng 6 năm 2022                                                            | - Mới tính năng nổi bật cho Tìm kiếm trên thanh tác vụ |
| 10.0.22000.778                                     | KB5014668                                          | Release Preview Channel và Phát hành công khai: 23 tháng 6 năm 2022                                     | |
| 10.0.22000.795                                     | KB5015814                                          | Release Preview Channel và Phát hành công khai: 12 tháng 7 năm 2022                                     | |
| 10.0.22000.829                                     | KB5015882                                          | Release Preview Channel: July 14, 2022                                                                  | |
| 10.0.22000.832                                     | KB5015882                                          | Release Preview Channel và Phát hành công khai: 21 tháng 7 năm 2022                                     | |
| 10.0.22000.856                                     | KB5016629                                          | Release Preview Channel và Phát hành công khai: 9 tháng 8 năm 2022                                      | |
| 10.0.22000.917                                     | KB5016691                                          | Release Preview Channel: 16 tháng 8 năm 2022                                                            | |
| 10.0.22000.918                                     | KB5016691                                          | Release Preview Channel và Phát hành công khai: 25 tháng 8 năm 2022                                     | |
| 10.0.22000.978                                     | KB5017328                                          | Release Preview Channel và Phát hành công khai: 13 tháng 9 năm 2022                                     | |
| 10.0.22000.1041                                    | KB5017383                                          | Release Preview Channel: 15 tháng 9 năm 2022                                                            | - Mới tính năng Widget động hơn vào thanh tác vụ với lỗi thông báo. |
| 10.0.22000.1042                                    | KB5017383                                          | Release Preview Channel và Phát hành công khai: 20 tháng 9 năm 2022                                     | - Redesigned Search entry point on the taskbar |
| 10.0.22000.1098                                    | KB5018418                                          | Release Preview Channel và Phát hành công khai: 11 tháng 10 năm 2022                                    | |
| 10.0.22000.1100                                    | KB5020387                                          | Release Preview Channel và Phát hành công khai: 17 tháng 10 năm 2022                                    | |
| 10.0.22000.1163                                    | KB5018483                                          | Release Preview Channel: 18 tháng 10 năm 2022                                                           | - Mới mục Trình quản lý Tác vụ vào menu ngữ cảnh của thanh tác vụ |
| 10.0.22000.1165                                    | KB5018483                                          | Release Preview Channel và Phát hành công khai: 25 tháng 10 năm 2022                                    | |
| 10.0.22000.1219                                    | KB5019961                                          | Release Preview Channel và Phát hành công khai: 8 tháng 11 năm 2022                                     | |
| 10.0.22000.1279                                    | KB5019157                                          | Release Preview Channel: 10 tháng 11 năm 2022                                                           | |
| 10.0.22000.1281                                    | KB5019157                                          | Release Preview Channel và Phát hành công khai: 15 tháng 11 năm 2022                                    | |
| 10.0.22000.1335                                    | KB5021234                                          | Release Preview Channel và Phát hành công khai: 13 tháng 12 năm 2022                                    | |
| 10.0.22000.1455                                    | KB5022287                                          | Release Preview Channel và Phát hành công khai: 10 tháng 1 năm 2023                                     | |
| 10.0.22000.1515                                    | KB5019274                                          | Release Preview Channel: 17 tháng 1 năm 2023                                                            | - Mới kết hợp Windows Spotlight với Chủ đề trên trang Cá nhân hóa - Đã thêm khả năng xem chi tiết về gói đăng ký OneDrive Standalone 100GB trong ứng dụng Cài đặt - Đã thêm khả năng xem chi tiết về các gói đăng ký Xbox trong ứng dụng Cài đặt - Mới thanh giới hạn dung lượng lưu trữ tổng hợp dưới trang Tài khoản trong ứng dụng Cài đặt |
| 10.0.22000.1516                                    | KB5019274                                          | Release Preview Channel và Phát hành công khai: 19 tháng 1 năm 2023                                     | |
| 10.0.22000.1574                                    | KB5022836                                          | Release Preview Channel và Phát hành công khai: February 14, 2023                                       | |
| 10.0.22000.1639                                    | KB5022905                                          | Release Preview Channel: 16 tháng 2 năm 2023                                                            | |
| 10.0.22000.1641                                    | KB5022905                                          | Release Preview Channel và Phát hành công khai: 21 tháng 2 năm 2023                                     | |
| 10.0.22000.1696                                    | KB5023698                                          | Release Preview Channel và Phát hành công khai: 14 tháng 3 năm 2023                                     | |
| 10.0.22000.1757                                    | KB5023774                                          | Release Preview Channel: 16 tháng 3 năm 2023                                                            | - Giới thiệu lại hộp tìm kiếm trên thanh tác vụ |
| 10.0.22000.1761                                    | KB5023774                                          | Release Preview Channel và Phát hành công khai: 28 tháng 3 năm 2023                                     | |
| 10.0.22000.1817                                    | KB5025224                                          | Release Preview Channel và Phát hành công khai: 11 tháng 4 năm 2023                                     | |
| 10.0.22000.1879                                    | KB5025298                                          | Release Preview Channel: 13 tháng 4 năm 2023                                                            | |
| 10.0.22000.1880                                    | KB5025298                                          | Release Preview Channel và Phát hành công khai: 25 tháng 4 năm 2023                                     | |
| 10.0.22000.1936                                    | KB5026368                                          | Release Preview Channel và Phát hành công khai: 9 tháng 5 năm 2023                                      | |
| 10.0.22000.2001                                    | KB5026436                                          | Release Preview Channel: May 11, 2023                                                                   | |
| 10.0.22000.2003                                    | KB5026436                                          | Release Preview Channel và Phát hành công khai: 23 tháng 5 năm 2023                                     | |
| 10.0.22000.2057                                    | KB5027223                                          | Release Preview Channel và Phát hành công khai: 13 tháng 6 năm 2023                                     | |
| 10.0.22000.2121                                    | KB5027292                                          | Release Preview Channel: 15 tháng 6 năm 2023                                                            | |
| 10.0.22000.2124                                    | KB5027292                                          | Release Preview Channel và Phát hành công khai: 28 tháng 6 năm 2023                                     | |
| 10.0.22000.2176                                    | KB5028182                                          | Release Preview Channel và Phát hành công khai: 11 tháng 7 năm 2023                                     | |
| 10.0.22000.2243                                    | KB5028245                                          | Release Preview Channel: 13 tháng 7 năm 2023                                                            | |
| 10.0.22000.2245                                    | KB5028245                                          | Release Preview Channel và Phát hành công khai: 25 tháng 7 năm 2023                                     | |
| 10.0.22000.2295                                    | KB5029253                                          | Release Preview Channel và Phát hành công khai: 8 tháng 8 năm 2023                                      | |
| 10.0.22000.2359                                    | KB5029332                                          | Release Preview Channel: 10 tháng 8 năm 2023                                                            | |
| 10.0.22000.2360                                    | KB5029332                                          | Release Preview Channel và Phát hành công khai: 22 tháng 8 năm 2023                                     | |
| 10.0.22000.2416                                    | KB5030217                                          | Release Preview Channel và Phát hành công khai: 12 tháng 9 năm 2023                                     | |
| 10.0.22000.2479                                    | KB5030301                                          | Release Preview Channel: 14 tháng 9 năm 2023                                                            | |
| 10.0.22000.2482                                    | KB5030301                                          | Release Preview Channel và Phát hành công khai: 26 tháng 9 năm 2023                                     | |
| 10.0.22000.2538                                    | KB5031358                                          | Release Preview Channel và Phát hành công khai: 10 tháng 10 năm 2023                                    | |
| 10.0.22000.2600                                    | KB5032192                                          | Phát hành công khai: 14 tháng 11 năm 2023                                                               | Bản cập nhật này chỉ có sẵn cho các phiên bản Education, Enterprise và IoT Enterprise. |
| 10.0.22000.2652                                    | KB5033369                                          | Phát hành công khai: 12 tháng 12 năm 2023                                                               | Bản cập nhật này chỉ có sẵn cho các phiên bản Education, Enterprise và IoT Enterprise. |
| 10.0.22000.2713                                    | KB5034121                                          | Phát hành công khai: 9 tháng 1 năm 2024                                                                 | Bản cập nhật này chỉ có sẵn cho các phiên bản Education, Enterprise và IoT Enterprise. |
| 10.0.22000.2777                                    | KB5034766                                          | Phát hành công khai: 13 tháng 2 năm 2024                                                                | Bản cập nhật này chỉ có sẵn cho các phiên bản Education, Enterprise và IoT Enterprise. |
| Phiên bản                                          | Knowledge base                                     | Ngày phát hành                                                                                          | Điểm nổi bật |

### Phiên bản 22H2 (2022 Update)
Bản cập nhật Windows 11 2022 (còn được gọi là phiên bản 22H2 và có tên mã là "Sun Valley 2") là bản cập nhật lớn đầu tiên và hiện tại của Windows 11. Bản cập nhật này mang số bản dựng 10.0.22621. Bản xem trước đầu tiên được phát hành cho Người dùng nội bộ đã chọn tham gia Dev Channel vào ngày 2 tháng 9 năm 2021. Bản cập nhật bắt đầu ra mắt vào ngày 20 tháng 9 năm 2022. Những thay đổi đáng chú ý trong Bản cập nhật 2022 bao gồm:
- Được thiết kế lại và thêm tính năng Chế độ Hiệu quả (Efficiency mode) mới trong Trình quản lý tác vụ
- Đã thêm lại tính năng kéo và thả trên thanh tác vụ
- Cải thiện trải nghiệm bố cục nhanh
- Thêm tính năng Live Captions
- Tính năng Kiểm soát ứng dụng thông minh (Smart App Control - SAC) mới để chặn các ứng dụng không đáng tin cậy
- Tách tính năng "Hỗ trợ tập trung" thành "Không làm phiền" và "Tập trung"
- Đã bao gồm Clipchamp dưới dạng ứng dụng cài sẵn

Bản cập nhật cấu phần đầu tiên cho Windows 11, phiên bản 22H2, có tên mã là "Moment 1", được phát hành vào ngày 18 tháng 10 năm 2022 với bản dựng 22621.675 và một số thay đổi khác như sau:
- Tính năng duyệt theo tab mới và bố cục được làm mới của ngăn điều hướng bên trái trong File Explorer
- Tính năng hành động được đề xuất khi bôi đen mới
- Giới thiệu lại tính năng tràn taskbar
- Các cải tiến đối với cửa sổ chia sẻ Windows tích hợp

| Các phiên bản Preview của Windows 11 22H2 | Các phiên bản Preview của Windows 11 22H2                 | Các phiên bản Preview của Windows 11 22H2 | Các phiên bản Preview của Windows 11 22H2 |
| Phiên bản                                 | Ngày phát hành                                            | Ngày hết hạn                              | Điểm nổi bật |
| ----------------------------------------- | --------------------------------------------------------- | ----------------------------------------- | --- |
| 10.0.22449.1000                           | Dev Channel: 2/9/2021                                     | Ngày hết hạn: 31/10/2021                  | - Thay đổi hành vi mặc định của nén SMB - Hình ảnh Loading mới của boot spinner - Khu vực thông báo được thiết kế lại với nền Acrylic - Nút tùy chọn đăng nhập mới trong menu tắt của Start |
| 10.0.22454.1000                           | Dev Channel: 9/9/2021                                     | Ngày hết hạn: 31/10/2021                  | - Thiết kế lại phần thông tin ngữ cảnh của Recycle Bin khi bấm chuột phải - IME tiếng Hàn được cập nhật |
| 10.0.22458.1000                           | Dev Channel: 15/9/2021                                    | Ngày hết hạn: 31/10/2021                  | |
| 10.0.22463.1000                           | Dev Channel: 22/9/2021                                    | Ngày hết hạn: 31/10/2021                  | |
| 10.0.22468.1000                           | Dev Channel: 29/9/2021                                    | Ngày hết hạn: 15/9/2022                   | - Paint đã được thiết kế lại |
| 10.0.22471.1000                           | Dev Channel: 4/10/2021                                    | Ngày hết hạn: 15/9/2022                   | |
| 10.0.22478.1000                           | Dev Channel: 14/10/2021                                   | Ngày hết hạn: 15/9/2022                   | - Các Emoji đã được thiết kế lại cũng như thêm vào, được dựa trên ngôn ngữ Fluent Design - Hỗ trợ Emoji 13.1 |
| 10.0.22478.1012                           | Dev Channel: 15/10/2021                                   | Ngày hết hạn: 15/9/2022                   | |
| 10.0.22483.1000                           | Dev Channel: 20/10/2021                                   | Ngày hết hạn: 15/9/2022                   | |
| 10.0.22483.1011                           | Dev Channel: 22/10/2021                                   | Ngày hết hạn: 15/9/2022                   | |
| 10.0.22489.1000                           | Dev Channel: 27/10/2021                                   | Ngày hết hạn: 15/9/2022                   | - Với Settings - Thêm mục "Your Microsoft account" - Tách mục "Apps & Features" thành "Installed Apps" và "Advanced app settings" - Hỗ trợ cho Discovery of Designated Resolvers (DDR) - Đổi tên ứng dụng Connect sang Wireless Display |
| 10.0.22494.1000                           | Dev Channel: 3/11/2021                                    | Ngày hết hạn: 15/9/2022                   | - Thêm nút Microphone ở dưới Tákkbbar khi bạn đang trong cuộc hộp hay gọi trên Microsoft Teams - Thêm khả năn hiển thị các nhóm Snap ở trong Alt+Tab ↹ vàTask View |
| 10.0.22499.1000                           | Dev Channel: 10/11/2021                                   | Ngày hết hạn: 15/9/2022                   | - Thêm khả năng chia sẻ nội dung từ các cửa sổ ứng dụng đang mở trực tiếp từ Taskbar vào bất kỳ cuộc gọi họp Microsoft Teams nào |
| 10.0.22499.1010                           | Dev Channel: 12/11/2021                                   | Ngày hết hạn: 15/9/2022                   | |
| 10.0.22504.1000                           | Dev Channel: 17/11/2021                                   | Ngày hết hạn: 15/9/2022                   | - Phần Text Input mới trong ứng dụng Settings để tùy chỉnh chủ đề giao diện người dùng cho IME, bảng biểu tượng cảm xúc và nhập liệu bằng giọng nói - Đã thêm khả năng kết hợp biểu tượng cảm xúc được cá nhân hóa - Thiết kế lại ứng dụng Your Phone |
| 10.0.22504.1010                           | Dev Channel: 19/11/2021                                   | Ngày hết hạn: 15/9/2022                   | |
| 10.0.22509.1000                           | Dev Channel: 1/12/2021                                    | Ngày hết hạn: 15/9/2022                   | - Thêm khả năng tùy chỉnh định dạng Start menu (Thêm nhiều ứng dụng đã ghim hoặc Thêm nhiều Recommendation - Gợi ý) - Cải thiện hiệu năng khi sử dụng Microsoft Edge và Narrator |
| 10.0.22509.1011                           | Dev Channel: 3/12/2021                                    | Ngày hết hạn: 15/9/2022                   | |
| 10.0.22518.1000                           | Dev Channel: 8/12/2021                                    | Ngày hết hạn: 15/9/2022                   | - Thêm tính năng Voice ASES - Ra mắt công khai tính năng Spotlight (vốn đã được nhắc đến và giới thiệu trong Windows 10 build 20231) - Thêm điểm nhập vào Widget trên thanh Taskbar - Thiết kế lại Input Switcher với dạng nền Acrylic |
| 10.0.22518.1012                           | Dev Channel:10/12/2021                                    | Ngày hết hạn: 15/9/2022                   | |
| 10.0.22523.1000                           | Dev Channel:15/12/2021                                    | Ngày hết hạn: 15/9/2022                   | |
| 10.0.22526.1000                           | Dev Channel:6/1/2022                                      | Ngày hết hạn: 15/9/2022                   | - Thêm khả năng hiển thị Alt+Tab ↹ dưới dạng cửa sổ (Window mode) - Đã thêm hỗ trợ cho giọng nói dải băng rộng khi sử dụng các sản phẩm AirPods |
| 10.0.22533.1001                           | Dev Channel:12/1/2022                                     | Ngày hết hạn: 15/9/2022                   | - Thiết kế lại Flyout cho các chỉ số phần cứng |
| 10.0.22538.1000                           | Dev Channel:19/1/2022                                     | Ngày hết hạn: 15/9/2022                   | - Thêm khả năng sử dụng bàn phím cảm ứng với quyền truy cập bằng giọng nói - Cập nhật IME và thiết kế bàn phím cảm ứng trên màn hình đăng nhập - Đã thêm khởi động HTTPS cho máy ảo Hyper-V thế hệ 2 |
| 10.0.22538.1010                           | Dev Channel: 21/2/2022                                    | Ngày hết hạn: 15/9/2022                   | |
| 10.0.22543.1000                           | Dev Channel: 27/2/2022                                    | Ngày hết hạn: 15/9/2022                   | - Giọng nói tự nhiên mới cho Narrator - Đã cập nhật Disks & Volume và Storage Spaces trong Settings - Đã cập nhật các điều khiển phương tiện trên màn hình khóa - Cải tiến đối với trải nghiệm thay đổi kích thước cửa sổ ứng dụng trong bố cục nhanh (snap layouts) |
| 10.0.22557.1                              | Dev Channel: 16/2/2022                                    | Ngày hết hạn: 15/9/2022                   | - Thêm tính năng Live Captions - Task Manager được thiết kế lại - Chế độ hiệu quả mới (Efficiency Mode) trong Task Manager - Đã thêm khả năng tạo và quản lý các thư mục trong khu vực ứng dụng được ghim của menu Start - Cải thiện trải nghiệm bố cục nhanh - Đã thêm lại tính năng kéo và thả (drag and drop) trên thanh tác vụ - Thiết kế lại phần Accessibility (Ease of Access) được thiết kế lại trên màn hình đăng nhập (login screen) - Các cử chỉ chạm mới - Các cải tiến đối với ứng dụng Settings - Chia tính năng "Focus assist" thành "Do not disturb" và "Focus" - Mục Power & battery được thêm vào - Date & time được thiết kế lại, cũng như Dial-up - Cải tiến cho File Explorer - Mở rộng tính năng "Pin to Quick Access" để hỗ trợ tệp - Đã thêm lại khả năng hiển thị bản xem trước của các mục trong thư mục - Đã thêm tích hợp OneDrive vào File Explorer để hiển thị trạng thái đồng bộ của OneDrive và mức sử dụng hạn ngạch khi duyệt các thư mục OneDrive - Đã thêm khả năng soạn thư e-mail trực tiếp trong cửa sổ chia sẻ mà không cần khởi động Outlook - Cải tiến trình duyệt web với Microsoft Edge và Narrator - Cải tiến Voice Access và Windows Spotlight - Module PowerShell mới để cung cấp ngôn ngữ và các tính năng liên quan đến ngôn ngữ - Giao thức bảo mật TKIP và WEP không được dùng nữa - Yêu cầu có với kết nối Internet và tài khoản Microsoft trong OOBE của phiên bản Pro |
| 10.0.22563.1                              | Dev Channel: 24/2/2022                                    | Ngày hết hạn: 15/9/2022                   | - Chế độ xem đơn giản mới cho thanh tác vụ trên PC 2 trong 1 - Kết hợp nguồn cấp dữ liệu tin tức và tiện ích trong Widgets - Chính sách nhóm mới để chuyển đổi thông báo Windows Update - Đã thêm khả năng hiển thị các tab Microsoft Edge gần đây dưới dạng cửa sổ được đề xuất trong Snap Assist khi cửa sổ Edge được chụp - Hỗ trợ thêm cho Emoji 14.0 - Đã thêm khả năng chọn tông màu da giữa hai tay trong biểu tượng cảm xúc lắc tay - Đã mở rộng trải nghiệm tìm kiếm từ Quick Access để bao gồm nội dung từ bất kỳ vị trí được lập chỉ mục nào - Bảng Bluebooth mới trong Quick Settings |
| 10.0.22567.1                              | Dev Channel: 2/3/2022                                     | Ngày hết hạn: 15/9/2022                   | - Cơ chế Windows Update mới để ưu tiên cài đặt các bản cập nhật trong nền khi có nhiều nguồn năng lượng tái tạo hơn - Các cải tiến đối với Settings - Đã chuyển trang đăng ký Microsoft 365 sang trang Tài khoản chính - Chi tiết thanh toán mới trong trang đăng ký Microsoft 365 - Tính năng Kiểm soát ứng dụng thông minh - Smart App Controle (SAC) mới trong Windows Security để chặn các ứng dụng không đáng tin cậy - Trang liên kết điện thoại Android mới trong OOBE - Hộp thoại "Mở bằng - Open with" được thiết kế lại |
| 10.0.22567.100                            | Dev Channel: 4/3/2022                                     | Ngày hết hạn: 15/9/2022                   | |
| 10.0.22567.200                            | Dev Channel: 7/3/2022                                     | Ngày hết hạn: 15/9/2022                   | |
| 10.0.22572.1                              | Dev Channel: 9/3/2022                                     | Ngày hết hạn: 15/9/2022                   | - Thêm Microsoft Family và Clipchamp làm ứng dụng hộp thư đến - inbox apps - Tính năng nổi bật mới cho Search trên thanh tác vụ - Trải nghiệm hàng đợi in được thiết kế lại - Các biểu tượng được thiết kế lại cho Quick Assist và Windows Sandbox - Đã mở rộng giọng nói tự nhiên của Nartor sang tất cả các ngôn ngữ tiếng Anh |
| 10.0.22572.100                            | Dev Channel: 11/3/2022                                    | Ngày hết hạn: 15/9/2022                   | |
| 10.0.22572.201                            | Dev Channel: 14/3/2022                                    | Ngày hết hạn: 15/9/2022                   | |
| 10.0.22579.1                              | Dev Channel: 18/3/2022                                    | Ngày hết hạn: 15/9/2022                   | - Chính sách nhóm mới để loại trừ ổ đĩa di động USB khỏi mã hóa BitLocker - Các biểu tượng được thiết kế lại cho kính lúp (magnifier) và bàn phím trên màn hình (on-screen keyboard) - Đã thêm khả năng đổi tên các thư mục ứng dụng trong menu Start - Phần đề xuất trang web được ghim mới trong ứng dụng Get Started - Hoạt ảnh mới cho các cử chỉ chạm nhiều ngón tay khi sử dụng ba ngón tay để vuốt sang trái và phải và chuyển đổi giữa các cửa sổ được sử dụng gần đây - Đã để giao diện hộp thoại "Open with" trở về ban đầu để bảo trì |
| 10.0.22579.100                            | Dev Channel: 22/3/2022                                    | Ngày hết hạn: 15/9/2022                   | |
| 10.0.22581.1                              | Dev Channel và Beta Channel: 23/3/2022                    | Ngày hết hạn: 15/9/2022                   | |
| 10.0.22581.100                            | Dev Channel và Beta Channel: 25/3/2022                    | Ngày hết hạn: 15/9/2022                   | |
| 10.0.22581.200                            | Dev Channel và Beta Channel: 29/3/2022                    | Ngày hết hạn: 15/9/2022                   | |
| 10.0.22593.1                              | Dev Channel và Beta Channel: 6/4/2022                     | Ngày hết hạn: 15/9/2022                   | - Đã đổi tên trang Quick Acess trong File Explorer thành Home - Đã thêm khả năng tìm kiếm các tệp trực tuyến gần đây và được ghim (ví dụ: tệp Office) trong hộp tìm kiếm của File Explorer - Đã cập nhật bố cục bàn phím Adlam và Pashto |
| 10.0.22598.1                              | Dev Channel và Beta Channel: 13/4/2022                    | Ngày hết hạn: 15/9/2022                   | - Đã thêm khả năng hiển thị hình nền máy tính để bàn với độ phân giải 4K trong Windows Spotlight |
| 10.0.22598.100                            | Dev Channel và Beta Channel: 15/4/2022                    | Ngày hết hạn: 15/9/2022                   | |
| 10.0.22598.200                            | Dev Channel và Beta Channel: 19/4/2022                    | Ngày hết hạn: 15/9/2022                   | |
| 10.0.22610.1                              | Dev Channel và Beta Channel: 29/4/2022                    | —                                         | - Cập nhật cho tiện ích Family Safety - Đã thêm khả năng hiển thị màu sắc dựa trên màu nhấn tùy chỉnh của người dùng trong trang Process trong Task Manager - Đã đưa thanh tác vụ được tối ưu hóa trở về dạng ban đầu cho máy tính bảng để bảo trì - Đã áp dụng chính sách tắt ứng dụng SMB 1.0 theo mặc định trên phiên bản Home - Các giao thức bảo mật TKIP và WEP được kích hoạt lại |
| 10.0.22616.1                              | Dev Channel và Beta Channel: 5/5/2022                     | —                                         | |
| 10.0.22616.100                            | Dev Channel và Beta Channel: 10/5/2022                    | —                                         | |
| 10.0.22621.1                              | Beta Channel: 11/5/2022 Release Preview Channel: 7/6/2022 | —                                         | |
| 10.0.22621.105                            | Release Preview Channel: 14/6/2022                        | —                                         | |
| 10.0.22621.160                            | Beta Channel: 13/6/2022                                   | —                                         | - Tính năng duyệt theo thẻ mới trong File Explorer - Bố cục được làm mới của ngăn điều hướng bên trái trong File Explorer |
| 10.0.22621.169                            | Release Preview Channel: 30/6/2022                        | —                                         | |
| 10.0.22621.232                            | Release Preview Channel: 12/7/2022                        | —                                         | |
| 10.0.22621.290                            | Beta Channel: 5/7/2022                                    | —                                         | |
| 10.0.22622.290                            | Beta Channel: 5/7/2022                                    | —                                         | - Tính năng hành động đề xuất nội tuyến mới - Đã thêm khả năng xem chi tiết về đăng ký OneDrive độc lập 100GB trong ứng dụng Settings |
| 10.0.22621.317                            | Release Preview Channel: 28/7/2022                        | —                                         | |
| Phiên bản                                 | Ngày phát hành                                            | Ngày hết hạn                              | Điểm nổi bật |
| Notes: 1.                                 |                                                           |                                           | |

| Bản dựng Preview của bản cập nhật thành phần tháng 10 năm 2022 trong Beta Channel | Bản dựng Preview của bản cập nhật thành phần tháng 10 năm 2022 trong Beta Channel | Bản dựng Preview của bản cập nhật thành phần tháng 10 năm 2022 trong Beta Channel | Bản dựng Preview của bản cập nhật thành phần tháng 10 năm 2022 trong Beta Channel                                                                  |
| Phiên bản                                                                         | Knowledge base                                                                    | Ngày phát hành                                                                    | Điểm nổi bật |
| --------------------------------------------------------------------------------- | --------------------------------------------------------------------------------- | --------------------------------------------------------------------------------- | --- |
| 10.0.22622.290                                                                    | KB5014959                                                                         | Beta Channel: 5/7/2022                                                            | - Tính năng hành động được đề xuất khi bôi đen mới - Đã thêm khả năng xem chi tiết về việc đăng ký OneDrive Stadalone 100GB trong ứng dụng Cài đặt |
| 10.0.22622.436                                                                    | KB5015888                                                                         | Beta Channel: 19/7/2022                                                           | - Các cải tiến đối với cửa sổ chia sẻ Windows tích hợp - Đặt Windows Terminal là ứng dụng terminal mặc định                                        |
| 10.0.22622.440                                                                    | KB5015890                                                                         | Beta Channel: 28/7/2022                                                           | - Giới thiệu lại tính năng tràn taskbar - Giới thiệu lại hộp thoại "Open With" được thiết kế lại                                                   |
| 10.0.22622.450                                                                    | KB5016700                                                                         | Beta Channel: 2/8/2022                                                            | |
| 10.0.22622.575                                                                    | KB5016694                                                                         | Beta Channel: 10/8/2022                                                           | |
| 10.0.22622.586                                                                    | KB5016701                                                                         | Beta Channel: 24/8/2022                                                           | |
| 10.0.22622.590                                                                    | KB5017846                                                                         | Beta Channel: 1/9/2022                                                            | |
| 10.0.22622.598                                                                    | KB5017390                                                                         | Beta Channel: 12/9/2022                                                           | |
| 10.0.22622.601                                                                    | KB5017384                                                                         | Beta Channel: 21/9/2022                                                           | |
| Phiên bản                                                                         | Knowledge base                                                                    | Ngày phát hành                                                                    | Điểm nổi bật |
| Notes: 1. 2.                                                                      |                                                                                   |                                                                                   | |

| Bản dựng Preview của bản cập nhật thành phần tháng 2 năm 2023 trong Beta Channel | Bản dựng Preview của bản cập nhật thành phần tháng 2 năm 2023 trong Beta Channel | Bản dựng Preview của bản cập nhật thành phần tháng 2 năm 2023 trong Beta Channel | Bản dựng Preview của bản cập nhật thành phần tháng 2 năm 2023 trong Beta Channel |
| Phiên bản                                                                        | Knowledge base                                                                   | Ngày phát hành                                                                   | Điểm nổi bật |
| -------------------------------------------------------------------------------- | -------------------------------------------------------------------------------- | -------------------------------------------------------------------------------- | --- |
| 10.0.22623.730                                                                   | KB5017385                                                                        | Beta Channel: 29/9/2022                                                          | - Giới thiệu lại thanh taskbar được tối ưu hóa cho máy tính bảng |
| 10.0.22623.741                                                                   | KB5018503                                                                        | Beta Channel: 10/10/2022                                                         | |
| 10.0.22623.746                                                                   | KB5018490                                                                        | Beta Channel: 13/10/2022                                                         | - Đã thêm sự hỗ trợ sơ bộ để sắp xếp lại các biểu tượng khay trên thanh taskbar được tối ưu hóa cho máy tính bảng |
| 10.0.22623.870                                                                   | KB5018499                                                                        | Beta Channel: 20/10/2022                                                         | - Điểm truy cập Tìm kiếm được thiết kế lại trên thanh taskbar - Mục Task Manager mới trong menu ngữ cảnh của thanh taskbar - Giải pháp trình điều khiển chữ nổi Braille mới trong Tường thuật viên                                                                        |
| 10.0.22623.875                                                                   | KB5018486                                                                        | Beta Channel: 27/10/2022                                                         | |
| 10.0.22623.885                                                                   | KB5020054                                                                        | Beta Channel: 7/11/2022                                                          | - Chế độ xem mở rộng mới cho Widget - Phần Studio Effects mới trong Cài đặt Nhanh cho các thiết bị tương thích với NPU - Trang Đề xuất về Năng lượng mới trong ứng dụng Cài đặt - Đã cập nhật tùy chọn bàn phím cảm ứng trong ứng dụng Cài đặt - Bàn phím Tamil Anjal mới |
| 10.0.22623.891                                                                   | KB5020040                                                                        | Beta Channel: 10/11/2022                                                         | - Cập nhật cho Task Manager - Tính năng lọc quy trình mới - Đã thêm hỗ trợ Chủ đề tùy chỉnh - Đã thêm hỗ trợ Chủ đề cho các hộp thoại trong ứng dụng - Hộp thoại chế độ Hiệu quả được cải thiện                                                                           |
| 10.0.22623.1020                                                                  | KB5020035                                                                        | Beta Channel: 28/11/2022                                                         | - Chủ đề Windows Spotlight mới - Màn hình chữ nổi Braille mới và hỗ trợ ngôn ngữ đầu vào/đầu ra trong Tường thuật viên |
| 10.0.22623.1028                                                                  | KB5021866                                                                        | Beta Channel: 6/12/2022                                                          | |
| 10.0.22623.1037                                                                  | KB5021304                                                                        | Beta Channel: 15/12/2022                                                         | - Giới thiệu lại hộp tìm kiếm trên thanh tác vụ - Những cải tiến đối với Truy cập bằng giọng nói |
| 10.0.22623.1095                                                                  | KB5022364                                                                        | Beta Channel: 5/1/2023                                                           | - Đã cập nhật hộp tìm kiếm trên thanh taskbar với các góc bo tròn hơn - Đã cập nhật hộp tìm kiếm trong menu Bắt đầu với các góc tròn hơn |
| 10.0.22623.1180                                                                  | KB5022363                                                                        | Beta Channel: 19/1/2023                                                          | - Thanh giới hạn bộ nhớ tổng hợp mới trong trang Tài khoản trong ứng dụng Cài đặt - Đã xóa yêu cầu đăng nhập cho bảng Widgets |
| 10.0.22623.1245                                                                  | KB5022358                                                                        | Beta Channel: 26/1/2023                                                          | |
| 10.0.22623.1250                                                                  | KB5023008                                                                        | Beta Channel: 2/2/2023                                                           | |
| 10.0.22623.1255                                                                  | KB5022918                                                                        | Beta Channel: 9/2/2023                                                           | |
| 10.0.22623.1325                                                                  | KB5022914                                                                        | Beta Channel: 16/2/2023                                                          | |
| Phiên bản                                                                        | Knowledge base                                                                   | Ngày phát hành                                                                   | Điểm nổi bật |
| Notes: 1.                                                                        |                                                                                  |                                                                                  | |

| Bản dựng Preview của bản cập nhật thành phần tháng 5 năm 2023 trong Beta Channel | Bản dựng Preview của bản cập nhật thành phần tháng 5 năm 2023 trong Beta Channel | Bản dựng Preview của bản cập nhật thành phần tháng 5 năm 2023 trong Beta Channel | Bản dựng Preview của bản cập nhật thành phần tháng 5 năm 2023 trong Beta Channel |
| Phiên bản                                                                        | Knowledge base                                                                   | Ngày phát hành                                                                   | Điểm nổi bật |
| -------------------------------------------------------------------------------- | -------------------------------------------------------------------------------- | -------------------------------------------------------------------------------- | --- |
| 10.0.22624.1391                                                                  | KB5023011                                                                        | Beta Channel: 2/3/2023                                                           | - Cải tiến truy cập bằng giọng nói |
| 10.0.22624.1465                                                                  | KB5023775                                                                        | Beta Channel: 16/3/2023                                                          | - Giới thiệu tính năng phụ đề trực tiếp cho nhiều ngôn ngữ hơn - Giới thiệu lại tùy chọn bàn phím cảm ứng mới trong ứng dụng Cài đặt - Các cải tiến đối với đề xuất tìm kiếm tích hợp và đám mây trong IME tiếng Trung giản thể - Chế độ kiosk đa ứng dụng mới                      |
| 10.0.22624.1470                                                                  | KB5023778                                                                        | Beta Channel: 23/3/2023                                                          | - Integrated Bing Chat in the search box on the taskbar - New copy button for copying two-factor authentication codes in notification toasts - New USB4 hubs and devices page in the Settings app - Re-introduced the ability to display seconds in the system clock on the taskbar |
| 10.0.22624.1537                                                                  | KB5022910                                                                        | Beta Channel: 31/3/2023                                                          | - New access key shortcuts in File Explorer's context menu - Added the ability to create live kernel memory dumps in Task Manager - Introduced Content Adaptive Brightness Control (CABC) to desktop computers and battery powered devices                                          |
| 10.0.22624.1546                                                                  | KB5025310                                                                        | Beta Channel: 7/4/2023                                                           | |
| 10.0.22624.1610                                                                  | KB5025299                                                                        | Beta Channel: 13/4/2023                                                          | - Cài đặt bảo mật cảm biến hiện diện mới trong ứng dụng Cài đặt |
| 10.0.22624.1616                                                                  | KB5025308                                                                        | Beta Channel: 20/4/2023                                                          | - Giới thiệu tính năng phụ đề trực tiếp cho nhiều ngôn ngữ hơn |
| 10.0.22624.1680                                                                  | KB5025303                                                                        | Beta Channel: 27/4/2023                                                          | - Bảng Widget được tân trang lại |
| 10.0.22624.1690                                                                  | KB5026447                                                                        | Beta Channel: 4/5/2023                                                           | - Tiện ích Facebook mới |
| 10.0.22624.1755                                                                  | KB5026438                                                                        | Beta Channel: 9/5/2023                                                           | |
| Phiên bản                                                                        | Knowledge base                                                                   | Ngày phát hành                                                                   | Điểm nổi bật |
| Notes: 1.                                                                        |                                                                                  |                                                                                  | |

| Public patches of Windows 11, version 22H2 | Public patches of Windows 11, version 22H2 | Public patches of Windows 11, version 22H2                                     | Public patches of Windows 11, version 22H2 |
| Version                                    | Knowledge base                             | Release date(s)                                                                | Highlights |
| ------------------------------------------ | ------------------------------------------ | ------------------------------------------------------------------------------ | --- |
| 10.0.22621.382 Version 22H2                | KB5016632                                  | Release Preview Channel: August 9, 2022 Public release: September 20, 2022     | |
| 10.0.22621.436                             | KB5015888                                  | Beta Channel: July 19, 2022                                                    | |
| 10.0.22621.440                             | KB5015890                                  | Beta Channel: July 28, 2022                                                    | - Added the ability to display live updates from the sports and finance widget on the taskbar |
| 10.0.22621.450                             | KB5016700                                  | Beta Channel: August 2, 2022                                                   | |
| 10.0.22621.457                             | KB5016695                                  | Release Preview Channel: August 23, 2022                                       | - Added the ability to show the recent activity of the app permissions in the Settings app |
| 10.0.22621.521                             | KB5017321                                  | Release Preview Channel: September 13, 2022 Public release: September 20, 2022 | |
| 10.0.22621.525                             | KB5019311                                  | Public release: September 27, 2022                                             | |
| 10.0.22621.575                             | KB5016694                                  | Beta Channel: August 10, 2022                                                  | |
| 10.0.22621.586                             | KB5016701                                  | Beta Channel: August 24, 2022                                                  | |
| 10.0.22621.590                             | KB5017846                                  | Beta Channel: September 1, 2022                                                | |
| 10.0.22621.598                             | KB5017390                                  | Beta Channel: September 12, 2022                                               | |
| 10.0.22621.601                             | KB5017384                                  | Beta Channel: September 21, 2022                                               | |
| 10.0.22621.607                             | KB5017389                                  | Release Preview Channel: September 22, 2022                                    | - New Notification badging feature for Widgets on the taskbar |
| 10.0.22621.608                             | KB5017389                                  | Release Preview Channel and public release: September 30, 2022                 | |
| 10.0.22621.674                             | KB5018427                                  | Public release: October 11, 2022                                               | |
| 10.0.22621.675 Moment 1                    | KB5019509                                  | Release Preview Channel: October 11, 2022 Public release: October 18, 2022     | |
| 10.0.22621.730                             | KB5017385                                  | Beta Channel: September 29, 2022                                               | |
| 10.0.22621.741                             | KB5018503                                  | Beta Channel: October 10, 2022                                                 | |
| 10.0.22621.746                             | KB5018490                                  | Beta Channel: October 13, 2022                                                 | |
| 10.0.22621.754                             | KB5018496                                  | Release Preview Channel: October 19, 2022                                      | - Redesigned Search entry point on the taskbar - New Task Manager item in the taskbar context menu - Added the ability to view details about the OneDrive Standalone 100GB subscription in the Settings app |
| 10.0.22621.755                             | KB5018496                                  | Release Preview Channel and public release: October 25, 2022                   | |
| 10.0.22621.819                             | KB5019980                                  | Release Preview Channel and public release: November 8, 2022                   | |
| 10.0.22621.870                             | KB5018499                                  | Beta Channel: October 20, 2022                                                 | |
| 10.0.22621.875                             | KB5018486                                  | Beta Channel: October 27, 2022                                                 | |
| 10.0.22621.885                             | KB5020054                                  | Beta Channel: November 7, 2022                                                 | |
| 10.0.22621.891                             | KB5020040                                  | Beta Channel: November 10, 2022                                                | |
| 10.0.22621.898                             | KB5020044                                  | Release Preview Channel: November 17, 2022                                     | - New Windows Spotlight theme - New consolidated storage quota bar under the Accounts page in the Settings app                                                                                              |
| 10.0.22621.900                             | KB5020044                                  | Release Preview Channel and public release: November 29, 2022                  | |
| 10.0.22621.963                             | KB5021255                                  | Release Preview Channel and public release: December 13, 2022                  | |
| 10.0.22621.1020                            | KB5020035                                  | Beta Channel: November 28, 2022                                                | |
| 10.0.22621.1028                            | KB5021866                                  | Beta Channel: December 6, 2022                                                 | |
| 10.0.22621.1037                            | KB5021304                                  | Beta Channel: December 15, 2022                                                | - Re-introduced the search box on the taskbar |
| 10.0.22621.1095                            | KB5022364                                  | Beta Channel: January 5, 2023                                                  | - Updated the search box on the taskbar with more rounded corners - Updated the search box in the Start menu with more rounded corners                                                                      |
| 10.0.22621.1105                            | KB5022303                                  | Release Preview Channel and public release: January 10, 2023                   | |
| 10.0.22621.1180                            | KB5022363                                  | Beta Channel: January 19, 2023                                                 | - Removed the sign-in requirement for the Widgets board |
| 10.0.22621.1192                            | KB5022360                                  | Release Preview Channel: January 17, 2023                                      | |
| 10.0.22621.1194                            | KB5022360                                  | Release Preview Channel and public release: January 26, 2023                   | - New expanded view for Widgets |
| 10.0.22621.1245                            | KB5022358                                  | Beta Channel: January 26, 2023                                                 | |
| 10.0.22621.1250                            | KB5023008                                  | Beta Channel: February 2, 2023                                                 | |
| 10.0.22621.1255                            | KB5022918                                  | Beta Channel: February 9, 2023                                                 | |
| 10.0.22621.1265                            | KB5022845                                  | Release Preview Channel and public release: February 14, 2023                  | |
| 10.0.22621.1325                            | KB5022914                                  | Beta Channel: February 16, 2023                                                | |
| 10.0.22621.1343                            | KB5022913                                  | Release Preview Channel: February 21, 2023                                     | |
| 10.0.22621.1344 Moment 2                   | KB5022913                                  | Release Preview Channel and public release: February 28, 2023                  | |
| 10.0.22621.1391                            | KB5023011                                  | Beta Channel: March 2, 2023                                                    | |
| 10.0.22621.1413                            | KB5023706                                  | Release Preview Channel and public release: March 14, 2023                     | |
| 10.0.22621.1465                            | KB5023775                                  | Beta Channel: March 16, 2023                                                   | |
| 10.0.22621.1470                            | KB5023780                                  | Beta Channel: March 23, 2023                                                   | |
| 10.0.22621.1483                            | KB5023778                                  | Release Preview Channel: March 21, 2023                                        | - Added the ability to show a notification badge on the Start menu's user profile icon - Integrated Bing Chat in the search box on the taskbar                                                              |
| 10.0.22621.1485                            | KB5023778                                  | Release Preview Channel and public release: March 28, 2023                     | |
| 10.0.22621.1537                            | KB5022910                                  | Beta Channel: March 31, 2023                                                   | |
| 10.0.22621.1546                            | KB5025310                                  | Beta Channel: April 7, 2023                                                    | |
| 10.0.22621.1555                            | KB5025239                                  | Release Preview Channel and public release: April 11, 2023                     | |
| 10.0.22621.1610                            | KB5025299                                  | Beta Channel: April 13, 2023                                                   | |
| 10.0.22621.1616                            | KB5025308                                  | Beta Channel: April 20, 2023                                                   | |
| 10.0.22621.1631                            | KB5025305                                  | Release Preview Channel: April 13, 2023                                        | |
| 10.0.22621.1635                            | KB5025305                                  | Release Preview Channel and public release: April 25, 2023                     | |
| 10.0.22621.1680                            | KB5025303                                  | Beta Channel: April 27, 2023                                                   | |
| 10.0.22621.1690                            | KB5026447                                  | Beta Channel: May 4, 2023                                                      | |
| 10.0.22621.1702                            | KB5026372                                  | Release Preview Channel and public release: May 9, 2023                        | |
| 10.0.22621.1755                            | KB5026438                                  | Beta Channel: May 9, 2023                                                      | |
| 10.0.22621.1776                            | KB5026446                                  | Release Preview Channel: May 11, 2023                                          | - Updates to the widgets picker |
| 10.0.22621.1778 Moment 3                   | KB5026446                                  | Release Preview Channel and public release: May 24, 2023                       | |
| 10.0.22621.1825                            | KB5026440                                  | Beta Channel: May 25, 2023                                                     | |
| 10.0.22621.1830                            | KB5026443                                  | Beta Channel: June 1, 2023                                                     | |
| Version                                    | Knowledge base                             | Release date(s)                                                                | Highlights |
| Notes: 1. 2.                               |                                            |                                                                                | |

| Xem trước các bản dựng của bản cập nhật thành phần trong tương lai trong Beta Channel | Xem trước các bản dựng của bản cập nhật thành phần trong tương lai trong Beta Channel | Xem trước các bản dựng của bản cập nhật thành phần trong tương lai trong Beta Channel | Xem trước các bản dựng của bản cập nhật thành phần trong tương lai trong Beta Channel |
| Phiên bản                                                                             | Knowledge base                                                                        | Ngày phát hành                                                                        | Điểm nổi bật                                                                          |
| ------------------------------------------------------------------------------------- | ------------------------------------------------------------------------------------- | ------------------------------------------------------------------------------------- | ------------------------------------------------------------------------------------- |
| 10.0.22631.1825                                                                       | KB5026440                                                                             | Beta Channel: 25/5/2023                                                               |                                                                                       |
| 10.0.22631.1830                                                                       | KB5026443                                                                             | Beta Channel: 1/6/2023                                                                |                                                                                       |
| Phiên bản                                                                             | Knowledge base                                                                        | Ngày phát hành                                                                        | Điểm nổi bật                                                                          |
| Notes:                                                                                |                                                                                       |                                                                                       |                                                                                       |

### Dev Channel
Vào ngày 2 tháng 9 năm 2021, Microsoft thông báo rằng Người dùng nội bộ Windows trong Dev Channel sẽ nhận được các bản dựng trực tiếp từ nhánh rs_prerelease, không khớp với bản phát hành Windows 11 cụ thể. Bản dựng đầu tiên được phát hành theo chiến lược này, bản dựng 22449, đã được cung cấp cho Insider vào cùng ngày.
Vào ngày 3 tháng 2 năm 2022, Microsoft đã thay đổi kế hoạch của mình về cách họ cung cấp các bản dựng cho Người dùng nội bộ Windows (Windows Insider Program), với Kênh Dev và Beta là các nhánh phát triển hoạt động "song song", cung cấp tùy chọn chuyển từ Kênh Dev sang Kênh Beta trong một thời gian giới hạn. Các bản dựng Kênh phát triển dành cho các tính năng thử nghiệm và sắp tới có thể không bao giờ phát hành đến mức khả dụng chung, trong khi các bản dựng Kênh Beta là các bản dựng "tính năng hoàn chỉnh" sẽ đưa đến tính khả dụng chung cho bản phát hành Windows 11 cụ thể.
Nhánh ni_release có sẵn từ ngày 16 tháng 2 đến ngày 11 tháng 5 năm 2022. Sau đó, Insiders trong Dev Channel đã được chuyển trở lại nhánh rs_prerelease.
| Các bản Preview của Windows 11 trong Dev Channel | Các bản Preview của Windows 11 trong Dev Channel | Các bản Preview của Windows 11 trong Dev Channel | Các bản Preview của Windows 11 trong Dev Channel |
| Phiên bản                                        | Ngày phát hành                                   | Ngày hết hạn                                     | Nội dung |
| ------------------------------------------------ | ------------------------------------------------ | ------------------------------------------------ | --- |
| 10.0.25115.1000                                  | Dev Channel:11/5/2022                            | Ngày hết hạn: 15/9/2022                          | - Tính năng hành động đề xuất nội tuyến mới |
| 10.0.25120.1000                                  | Dev Channel:18/5/2022                            | Ngày hết hạn: 15/9/2022                          | - Hộp tìm kiếm (Search box) trên màn hình |
| 10.0.25120.1010                                  | Dev Channel:20/5/2022                            | Ngày hết hạn: 15/9/2022                          | |
| 10.0.25126.1000                                  | Dev Channel:25/5/2022                            | Ngày hết hạn: 15/9/2022                          | - Đã thêm khả năng xem chi tiết về các sản phẩm Microsoft Office được cấp phép trong ứng dụng Settings |
| 10.0.25131.1000                                  | Dev Channel:2/6/2022                             | Ngày hết hạn: 15/9/2022                          | |
| 10.0.25136.1000                                  | Dev Channel:9/6/2022                             | Ngày hết hạn: 15/9/2022                          | - Tính năng duyệt theo thẻ mới trong File Explorer - Bố cục được làm mới của ngăn điều hướng bên trái trong File Explorer - Đã thêm khả năng hiển thị các bản cập nhật trực tiếp từ các tiện ích thể thao và tài chính trên thanh tác vụ |
| 10.0.25140.1000                                  | Dev Channel:15/6/2022                            | Ngày hết hạn: 15/9/2022                          | |
| 10.0.25145.1000                                  | Dev Channel:22/6/2022                            | Ngày hết hạn: 15/9/2022                          | - Đã thêm khả năng xem chi tiết về đăng ký OneDrive Độc lập 100GB trong ứng dụng Settings |
| 10.0.25145.1011                                  | Dev Channel:24/6/2022                            | Ngày hết hạn: 15/9/2022                          | |
| 10.0.25151.1000                                  | Dev Channel:29/6/2022                            | Ngày hết hạn: 15/9/2022                          | |
| 10.0.25151.1010                                  | Dev Channel:1/7/2022                             | Ngày hết hạn: 15/9/2022                          | |
| 10.0.25158.1000                                  | Dev Channel:13/7/2022                            | Ngày hết hạn: 15/9/2022                          | - Tính năng huy hiệu Thông báo mới (Notification badging) cho Widgets trên thanh tác vụ - Điểm nhập Tìm kiếm (Search) được thiết kế lại trên thanh tác vụ - Hoàn nguyên hộp tìm kiếm mới trên màn hình để bảo trì                        |
| 10.0.25163.1000                                  | Dev Channel:20/7/2022                            | Ngày hết hạn: 15/9/2022                          | - Giới thiệu lại tính năng chống tràn thanh tác vụ - Các cải tiến đối với cửa sổ chia sẻ Windows tích hợp sẵn |
| 10.0.25163.1010                                  | Dev Channel:22/7/2022                            | Ngày hết hạn: 15/9/2022                          | |
| 10.0.25169.1000                                  | Dev Channel:28/7/2022                            | Ngày hết hạn: 15/9/2022                          | - Theme Windows Spotlight mới - Chế độ kiosk đa ứng dụng mới |
| 10.0.25174.1000                                  | Dev Channel:3/8/2022                             | Ngày hết hạn: 15/9/2022                          | - Tiện ích Game Pass mới trong bảng Widget |
| 10.0.25174.1010                                  | Dev Channel:5/8/2022                             | Ngày hết hạn: 15/9/2022                          | |
| 10.0.25179.1000                                  | Dev Channel:10/8/2022                            | Ngày hết hạn: 15/9/2022                          | - Bàn phím Tamil Anjal mới |
| 10.0.25182.1000                                  | Dev Channel:17/8/2022                            | Ngày hết hạn: 15/9/2023                          | |
| 10.0.25182.1010                                  | Dev Channel:22/8/2022                            | Ngày hết hạn: 15/9/2023                          | |
| 10.0.25188.1000                                  | Dev Channel: 24/8/2022                           | Ngày hết hạn: 15/9/2023                          | - Đặt Windows Terminal làm ứng dụng terminal mặc định - Đã cập nhật tùy chọn bàn phím cảm ứng trong ứng dụng Cài đặt |
| Phiên bản                                        | Ngày phát hành                                   | Ngày hết hạn                                     | Nội dung |